# Cavafe
Carlos Alberto Vázquez Fernández, bekannt als Cavafe, (* 25. April 1999 in Havanna) ist ein kubanischer Fußballspieler.

## Karriere

### Verein
Cavafe begann seine Karriere bei Atlético Madrid. Zur Saison 2018/19 wechselte er zum Viertligisten CD San Fernando de Henares. Für San Fernando kam er zu 16 Einsätzen in der Tercera División. Im Januar 2019 wechselte er zur ebenfalls viertklassigen Reserve des AD Alcorcón. Im Mai 2019 stand er dann auch erstmals im Kader der Zweitligaprofis. Sein einziges Spiel für diese absolvierte er im Dezember 2019 im Cup gegen den Viertligisten CP Cacereño. Sein Debüt wurde aber nach 53 Minuten durch eine Rote Karte vorzeitig beendet. Im Januar 2020 wurde er an den Drittligisten Unionistas de Salamanca CF verliehen. Für Salamanca kam er bis zum COVID-bedingten Saisonabbruch zu fünf Einsätzen in der Segunda División B.
Zur Saison 2020/21 kehrte er wieder nach Alcorcón zurück. Dort absolvierte er fünf Partien für die Reserve, ehe er im Januar 2021 ein zweites Mal verliehen wurde, diesmal an den Drittligisten CDA Navalcarnero. Für Navalcarnero kam er viermal zum Einsatz. Zur Saison 2021/22 kehrte Cavafe nicht mehr nach Alcorcón zurück, sondern wechselte fest zum Viertligisten Bergantiños FC. Für Bergantiños kam er zu elf Einsätzen in der neu geschaffenen Segunda División RFEF. Im Januar 2022 wechselte er zum Drittligisten CD Tudelano. Für diese absolvierte er bis Saisonende 17 Partien in der Primera División RFEF.
Zur Saison 2022/23 wechselte der Innenverteidiger zum österreichischen Zweitligisten FC Dornbirn 1913. Für Dornbirn absolvierte er 54 Spiele in der 2. Liga. Nachdem dem Team nach der Saison 2023/24 die Zweitligazulassung entzogen worden war, verließ er den Verein.
Im September 2024 kehrte Cavafe anschließend nach Spanien zurück und wechselte zum Viertligisten AD Unión Adarve.

### Nationalmannschaft
Cavafe debütierte im März 2021 in der WM-Qualifikation gegen Guatemala für die kubanische Nationalmannschaft.